# Теснер, Павел Александрович
Павел Александрович Те́снер (1910—2009) — ведущий специалист по теории процессов образования пироуглерода и дисперсного углерода.

## Фрагменты биографии
Родился 18 (31 августа) 1910 года в Москве. Отец Теснер Александр Андреевич, был инженером и занимался производством писчей бумаги.
Павел хотел изучать электротехнику и пытался поступить в МВТУ имени Н. Э. Баумана. На первых экзаменах Теснеру поставили «неуд» по одному из предметов. Проработав год электромонтёром, Павел во второй раз попробовал поступить в «Бауманку». Все дисциплины были сданы на пять, его так и не приняли. После подачи апелляции Теснера зачислили в МХТИ имени Д. И. Менделеева без экзаменов, где он осваивал специальность «технология пирогенных процессов».
После окончания института (1935) работал ассистентом на кафедре своего института, в 1941 году окончил аспирантуру того же института, в 1951 году — докторантуру ИФХАН.
В 1941—1942 годах преподавал на курсах воентехников НКО. В 1942 году возглавил химический отдел МПВО Краснопресненского района города Москвы. В 1943 году Теснера отозвали из армии и назначили на должность начальника химического отдела штаба противовоздушной обороны Краснопресненского района Москвы. А спустя год он возглавил лабораторию транспорта и переработки природного газа Всесоюзного института газа и искусственного жидкого топлива.

## ВНИИГАЗ
- В 1943—1948 годах руководил лабораторией искусственного жидкого топлива.
- В 1948—1956 годах заведовал лабораторией, с 1956 года — заместитель директора, с 1965 года — директор, с 1968 года — руководитель лаборатории, главный научный сотрудник ВНИИГаза.

## Научная деятельность

### Основные научные достижения
- Павлом Теснером были выполнены фундаментальные исследования по теории процессов образования пироуглерода и дисперсного углерода.
- Теснер создал технологию промышленного производства печного технического углерода из природного газа и жидких углеводородов, По этой технологии работали пять первых заводов производительностью до 7000 тонн сажи в год каждый: в Баку, Стаханове, Туймазы и Сосногорске — на природном газе, а в Омске — на жидком сырье. Новый способ производства печной сажи увеличил выход конечного продукта в 4-5 раз — с 20-24 до 80-100 г/куб. м.

### Научные труды
Автор более 200 научных работ.
Избранные труды
- Теснер П. А., Рафалькс И. С. Пиролиз углеводородов в плазме // ДАН СССР — 1952. — В.87. — С. 821−826
- Теснер П. А. Образование углерода из углеводородов газовой фазы- М.: Химия, 1972,-135 с.
- Теснер П. А. Образование сажи при горении // Физика горения и взрыва. — 1979. — N. 2. — С. 3-14.
- Теснер П. А., Макаров К. И., Ефимов Л. И. и др. Получение из природного газа горячих восстановителей, не содержащих окислителей. Газовая промышленность, № 9 , 38 (1963).
- Кельцев В. В., Теснер П. А. Сажа. Свойства, производство … . 1964. V.12. P.3072

## Награды и премии
- орден Ленина
- орден «Знак Почёта»
- медаль ордена «За заслуги перед Отечеством» II степени.
- Ленинская премия (1963) — за разработку процесса и промышленной технологии получения печной активной высокодисперсной сажи ПМ-70 из жидких углеводородов
- Сталинская премия второй степени (1951) — за разработку нового метода производства газовой сажи печным способом
- заслуженный деятель науки и техники РСФСР
- Почётный работник газовой промышленности
- заслуженный деятель науки РФ (1992)